# エドワード・オード
エドワード・オト・クレサップ・オード（英: Edward Otho Cresap Ord、1818年10月18日-1883年7月22日）は、サム・ヒューストン砦の設計者であり、アメリカ陸軍の将軍である。セミノール戦争、インディアン戦争および南北戦争に参戦した。南北戦争の終盤では1軍を指揮し、南軍ロバート・E・リー将軍の降伏を強いた中心人物だった。

## 初期の経歴

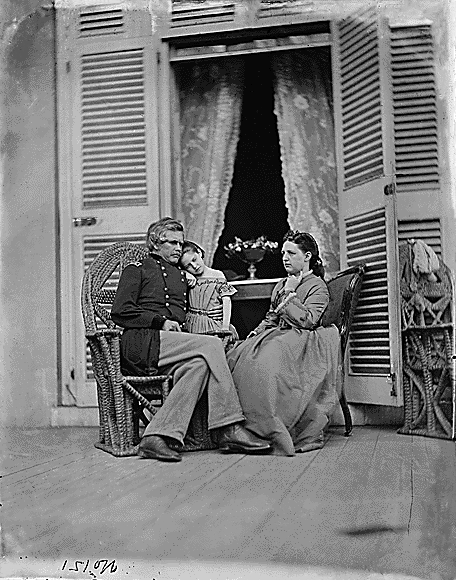
エドワード・オードと家族

オードはメリーランド州カンバーランドで、ジェイムズとレベッカ・オード夫妻の息子として生まれた。家系図ではイギリスのジョージ4世とマリア・フィッツハーバートの非嫡出子が父のジェイムズとなっているが、実際には1757年にミドルセックス州ワッピングで洗礼を受けたラルフ・オードの息子であると考えられている。ラルフはバーウィック・アポン・トゥィードの代理人ジョン・オードの息子だった。オードは数学の天才と見なされ、アンドリュー・ジャクソン大統領によって陸軍士官学校入学指名を受けた。ウェストポイントでのルームメイトには後の将軍ウィリアム・シャーマンがいた。1839年に卒業し、第3アメリカ砲兵隊の少尉に任官された。フロリダ州で第二次セミノール戦争を戦い、中尉に昇進した。
1847年1月、ヘンリー・ハレックやウィリアム・シャーマンと共に蒸気船レキシントン号でホーン岬を回って航海した。カリフォルニア州モントレーに到着し、第3アメリカ砲兵隊F大隊の指揮を執り、マービン砦完成の命令を受けた。この砦はハレック砦と改名された。その建設をオードとその副指揮官となったシャーマン中尉が監督した。1865年2月17日、この砦はオード・バラックスと改名された（現在はモントレー砦として知られている）。
カリフォルニア・ゴールドラッシュが始まり物価が跳ね上がった時に、オードもカリフォルニアにいた。その軍人としての給与では日々の費えもままならなくなり、上官は若い士官がその収入を補うために他の仕事に就くよう薦めた。1848年秋、オードとシャーマンはジョン・"オーガスト"・サッター・ジュニアに雇われて、アメリカ工兵大隊のウィリアム・H・ワーナー大尉を助けてサクラメントの町を測量し、後の州都となる町の広範な中心街区を作り上げる地図作成に貢献した。オードはまた1848年7月25日にはカリフォルニアのゴールド・アンド・クリックシルバー地区の地図も作成した。後にロサンジェルス当局が公有地を売却するために測量をする必要があり、オードが測量士として雇われた。オードはリッチ・ハットンを助手に選び、二人で1849年7月と8月にロサンジェルスの地図を作成した。二人の努力のお陰で、歴史家達は19世紀半ばのロサンジェルスのプエブロがどのようなものであったかをかなり良く知ることができている。オード中尉はプエブロを測量し、助手のハットンはプエブロの多くのスケッチを描き、オードの測量に基づいて最初の地図を書き上げた。ロサンジェルス市文書保管庫はオードの測量に基づくハットンによって制作された原地図が残っている。オードはこの測量の仕事で3,000ドルを得た。
オードは太平洋岸北西部で勤務している間の1850年に大尉に昇進した。1854年10月14日、メアリー・マーサー・トンプソンと結婚し、13人の子供に恵まれた。
1859年、バージニア州モンロー砦の砲兵学校に通っている間に、アメリカ合衆国陸軍長官ジョン・ブキャナン・フロイドに招集されて、ジョン・ブラウンによるハーパーズ・フェリー襲撃事件を鎮圧するように言われた。しかし、ロバート・E・リー大佐が先にハーパーズ・フェリーに到着し、リーはオードに電報を打って、事態は平常に戻っておりオードとその部隊はハーパーズ・フェリーに来る必要がないと伝えた。オード達はボルティモアのマクヘンリー砦に留まるよう指示された。

## 南北戦争での従軍

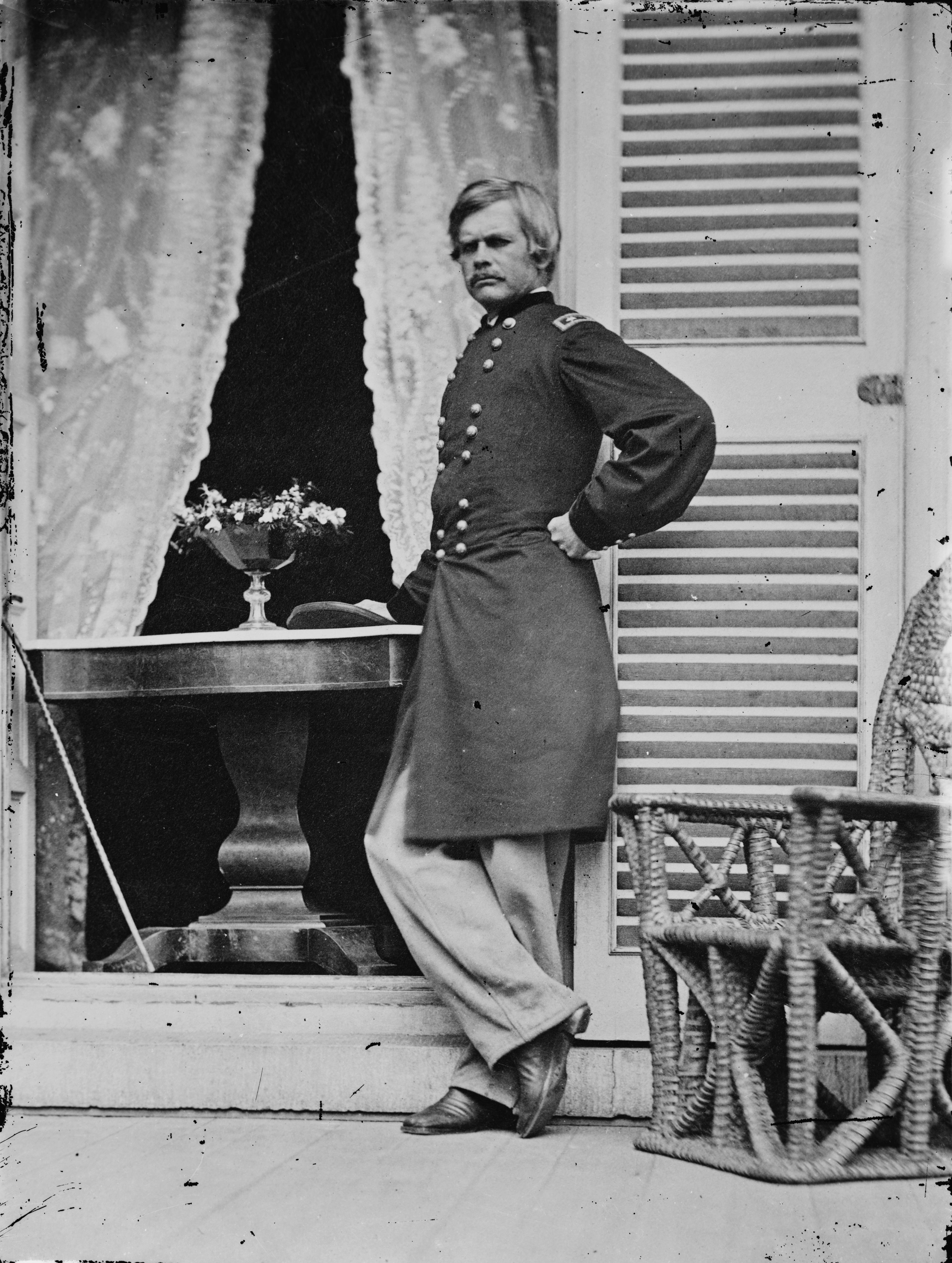
エドワード・オード

南北戦争が勃発した後、オードの最初の任務はペンシルベニア予備役隊の1個旅団指揮官だった。この任務にあるとき、1861年秋のドレインズビルの戦いで頭角を現した。
1862年5月3日、オードは志願兵の少将に昇進し、短期間ラッパハノック軍管区で務めた後に、テネシー軍第2師団の指揮を任された。ユリシーズ・グラント少将がウィリアム・ローズクランズ少将の部隊と共にオードに2個師団を付けて派遣し、ミシシッピ州イウカでスターリング・プライスの部隊を止めさせた。おそらくは音響陰影のために大砲の音が届かなかったのでオードの部隊は参戦することなく、ローズクランズ隊だけで戦った。オードはまた第二次コリンスの戦いでも戦闘に参加できなかったが、退却する南軍とハッチー橋の戦いで交戦した。そこでオードは重傷を負い、短期間ではあるが野戦指揮官から離れるしかなかった。グラントがその配下からジョン・A・マクラーナンド少将を解任した時、ビックスバーグの包囲戦で最後の数日間、オードはタイミングよく第13軍団の指揮官に就くことになった。
ビックスバーグ陥落後、オードはメキシコ湾岸軍第13軍団指揮官に留まった。1864年、オードは東部戦線に転任となり、第18軍団の指揮官に就いた。その軍団はクレーターの戦いの時も戦場にいたが、戦闘に能動的に関わらなかった。1864年秋、チャフィン農園の戦いで重傷を負い、1865年1月まで実戦に戻れなかった。
オードの軍歴は1865年春が頂点となり、アポマトックス方面作戦のときにジェームズ軍指揮官となった。オード軍のジョン・ギボン少将の軍団がピーターズバーグ突破で重要な役割を演じた。4月9日、アポマトックス・コートハウスに進軍してフィリップ・シェリダン少将の騎兵隊を解放し、リー将軍に降伏を強いた。シャーマン将軍は「常にオードの技能を理解しており、その前夜の大変な行軍がリーを降伏させるための重要な要因になった」と言った。
1865年3月、バージニア州での捕虜交換でオードは南軍のジェイムズ・ロングストリート将軍と話をした。この会話の中で、休戦の話題が持ち上がった。オードは最初の行動はリーとグラントが会談することだと提案した。ロングストリート将軍はこのアイディアをリー将軍に持ち帰り、リーは戦争を終わらせる議論をするために会談の可能性についてグラントに手紙を書いた。幾つかの文書がやり取りされたあとで、マクリーン・ハウスで会談が持たれることで合意された。
オードはリーが降伏したマクリーン・ハウスに同席しており、しばしばこの出来事の絵画にも描かれている。降伏の儀式が完了すると、オードはリーが座っていた大理石製天板の卓を40ドルで買って土産にした。この卓はシカゴ歴史協会の南北戦争の間に置かれている。

## 戦後
レコンストラクション時代、オードはユリシーズ・グラント中将からリッチモンドに本部がある占領軍の指揮を任された。その後、オハイオ軍管区の任に就き、1866年9月に志願兵の除隊となるまで続けた。1865年11月、中佐の任官を受け、ハッチー橋の戦いで正規軍の准将、ハリソン砦での攻撃で志願兵の名誉少将と、全て1865年3月13日付けで任官された。そのご、アーカンソー軍管区指揮官、第4軍事地区指揮官およびカリフォルニア軍管区指揮官を務めた。
オードは1871年12月11日にプラット方面軍指揮官となり、1875年4月11日にはテキサス方面軍指揮官となった。この職は1880年12月6日の退役まで続けた。テキサス州で務めている間にサム・ヒューストン砦の建設を監督した。
1872年1月、オードはネブラスカ州南西部の平原でロシアのアレクセイ・アレクサンドロヴィッチ大公と当時のアメリカの著名人と共にバッファロー狩遠征の一員となった。その中にはフィリップ・シェリダン（アメリカ陸軍副司令官）、ジョージ・アームストロング・カスター中佐、バッファロー・ビル・コーディ、ワイルド・ビル・ヒコックおよびテキサス・ジャック・オモハンドロがいた。
オードは1880年に名誉少将で軍隊から退役したが、このときシャーマンはオードに付いて「彼は軍務のあらゆる苦境を経験し、柔なあるいは派手な任務は無かった。彼は常に辛い任務が予測されるときに呼ばれ決してひるむことは無かった」と記した。
1881年、オードはグラントとジェイ・グールドが所有するメキシカン・サザン鉄道に土木技師としての指名を受け入れ、テキサス州からメキシコシティまでの鉄道を建設した。
オードは1883年にキューバのハバナで黄熱病のために死んだ。その死に際して、シャーマン将軍は「少年の時から慣れ親しんだので、彼ほど無私で、男らしくまた愛国的な者は居なかったと証言する」と言った。オードはアーリントン国立墓地に埋葬されている。

## 遺産
- オードの死のかなり前に、サザン・パシフィック鉄道が、カリフォルニア州で現在は廃線になったコルサ支線の駅に、1850年代にオードとその兄弟が所有していた近くのオード牧場を認めて「オードベンド」と名付けた[4]。
- カリフォルニア州モントレー郡にあるオード砦はオードに因んで名付けられた。
- ネブラスカ州オードは、オードがプラット方面郡を指揮していたときにその名誉を称えて名付けられた。
- テキサス州ブリュスター郡のオード山の名前もオードに因むものである[5]。
- ビックスバーグ国立軍事公園にはオードの銅像がある。
- カリフォルニア州立大学モントレー・ベイ校の図書館にはオードの胸像が展示されている。
- バージニア州アーリントン国立墓地にはオードの彫像がある。
- ニューヨーク市にあるグラントの墓には、グラントの墓を見守る5人の歩哨の一人としてオードの胸像がある。他の4人はウィリアム・シャーマン、ジョージ・ヘンリー・トーマス、ジェイムズ・マクファーソンおよびフィリップ・シェリダンである。